# 알버트 킹
알버트 킹(영어: Albert King 앨버트 킹[*], 1923년 4월 25일 ~ 1992년 12월 21일)은 미국의 블루스 기타리스트이자 가수로 그의 연주는 많은 다른 블루스 기타리스트들에게 영향을 미쳤다. 그는 아마도 인기 있고 영향력 있는 음반 《Born Under a Bad Sign》 와 타이틀곡으로 가장 잘 알려져 있을 것이다.
그는 그의 부드러운 노래와 큰 키 때문에 "벨벳 불도저"로 알려져 있었다. 그의 직업은 그의 키가 평균보다 컸고, 출처는 그의 6피트 4인치 (1.93m), 6피트 7인치 (2.01m)였다. 몸무게가 250파운드 (110kg)가 나갔고, 직업 초기에 하루 동안 불도저를 몰았기 때문이기도 했다.
킹은 2013년 5월에 로큰롤 명예의 전당에 사후에 헌액되었다.

## 생애 및 직업
넬슨은 미시시피주의 인디애놀라의 목화 농장에서 태어났다. 어린 시절 그는 가족과 함께 교회에서 복음성가를 불렀고, 그 곳에서 그의 아버지는 기타를 연주했다. 13명의 아이들 중 한명은 아칸소주 포레스트 시티 근처의 농장에서 목화를 따며 자랐다. 알버트 킹으로서, 그는 강력한 줄타기 스타일과 감성적이고 자욱한 목소리로 유명했다. 그는 블루스와 록 기타리스트 양쪽에 의해 널리 모방된 깊고 극적인 사운드를 창조함으로써 블루스 위계에서 그만의 지울 수 없는 틈새를 개척했다.
킹의 쉽게 식별할 수 있는 스타일은 그를 블루스 역사상 가장 중요한 예술가 중 한 사람으로 만들었지만, 그의 정체성은 오랜 기간 동안 혼란의 원인이 되었다. 그는 1923년 4월 25일 인디애놀라에서 태어났고, B.B. 킹의 이복 동생이었다고 인터뷰에서 말했지만, 그와 달리 살아 남아 있는 이 두명의 공식적인 문서에는 그렇지 않다. 그럼에도 불구하고 그는 인디애놀라의 클럽 에보니에서 공연할 때마다 이 행사는 동창회로 기념되었고, 그는 B. B.의 아버지가 알버트 킹으로 이름 지어 졌다고 말했다.
하지만 1942년 사회 보장 카드를 신청했을 때는 출생지를 아보덴 (미시시피주 애버딘)으로 지정하고 아버지를 윌 넬슨이라고 부르며 알버트 넬슨으로 이름을 지었다. 음악가들은 또한 1940년대와 50년대에 그를 알버트 넬슨이라고 알고 있었다. 하지만 그가 1955년에 처음으로 앨범을 냈을 때, B.B. 킹 이후에 전국적인 블루스 스타가 되었다. 넬슨은 알버트 킹이 되었고 1959년에는 신문 광고에서 "B.B. 킹의 형"으로 광고되었다. 그는 또한 가끔 B.B와 같은 별명을 사용했고 그의 기타 이름을 루시라고 지었다. 하지만 B.B.는 알버트가 친구지만 친척은 아니라고 말했고, 그는 "내가 유명하기 전에 내 이름이 킹이었어." 라고 말했다.
킹에 따르면 알버트가 다섯살 때 그의 아버지가 가족을 떠났고 8살 때 그는 어머니인 메리 블레빈과 두명의 여동생과 아칸소주 포레스트 시티 근처로 이사했다고 한다. 그는 그의 가족도 미시시피주의 아르콜라에서 한동안 살았다고 말했다. 그는 그의 첫번째 기타를 시가 박스, 덤불 조각, 그리고 빗자루 철사로 만들었다. 그는 나중에 진짜 기타를 1.25 달러에 샀다. 왼손으로 기타를 배울 때는 일반적인 현악기 설정과 튜닝을 사용했지만, 기타를 밀기보다는 내리는 방식으로 줄을 거꾸로 당겼다. 그는 음악가가 될 수 있을 때까지 목화를 따고 불도저를 운전하고 건설을 하고 다른 직업을 가졌다.
그는 아칸소주 오세올라에 있는 그루브 보이즈라는 그룹과 함께 음악가로서의 전문적인 일을 시작했다. 인디애나주 게리와 그 후 세인트루이스로 이사한 그는 지미 리드 밴드와 리드의 초기 음반 몇 장에서 드럼을 잠깐 연주했다. 그는 블루스 음악가인 블라인드 레몬 제퍼슨과 로니 존슨의 영향을 받았다.
전기 기타는 그의 특별한 악기가 되었고, 그는 그가 선호하는 깁슨 플라잉 V를 루시라고 이름을 지었다. 킹은 이 기간 동안 불도저를 몰고 생계를 유지하기 위해 기술자로 일했기 때문에 "벨벳 불도저"라는 별명을 얻었다. 그의 부드러운 보컬 스타일은 밀스 브라더스와 같은 R&B 팝 발라드 가수들의 영향을 받았다.
킹은 1950년대 초에 인디애나주 게리로, 그리고 1953년에 시카고로 이사했는데, 거기서 그는 그의 첫번째 싱글 앨범인 페롯 레코드에서 녹음했다. 이 음반은 시카고 지역에서 몇장 팔리긴 했지만 큰 영향은 없었고 패롯은 후속 기록을 요청하거나 킹에게 장기 계약을 체결하지 않았다.
그는 1956년 세인트루이스에서 강을 건너 일리노이주 브루클린으로 이사해 새로운 밴드를 결성했다. 이 기간 동안, 그는 플라잉 V를 그의 주요 기타로 사용하기로 결정했다. 그는 1959년에 또 다른 기타 영웅인 리틀 밀턴이 쓴 그의 첫 미성년자 히트 곡인 "I'm a Lonely Man"으로 음반을 다시 시작했고, 그는 당시 바빈 레코드의 A&R 담당자였으며 킹과 레코드의 계약을 책임 지고 있었다.
킹이 미국 빌보드 R&B 차트에서 14위에 오른 것은 1961년 발표된 "Don't Throw Your Love on Me So Strong"가 큰 히트를 쳤을 때였다. 이 곡은 1962년에 발매된 그의 첫 음반 《The Big Blues》에 수록되어 있다. 하지만, 킹이 바빈을 위해 자른 다른 싱글들은 전혀 차트 작성에 실패했고 1964년에 그는 레이블에서 떨어졌다. 그는 다음으로 재즈 아티스트 레오 구덴의 카운드트리와 계약을 맺고 그들을 위해 두개의 레코드를 잘랐다. 이것들은 또한 차트 작성에도 실패했다.
남부와 중서부의 클럽 순회 공연을 구경하는 것 외에는 뚜렷한 경력 전망이 없는 킹은 멤피스로 옮겨, 그 곳에서 그는 스택스와 계약했다. 알 잭슨 주니어가 제작한, 부커 T. & 더 M.G.'s와 함께 제작된 킹은 "Crosscut Saw"과 "As the Years Go Passing By"과 같은 수십개의 영향력 있는 면을 기록했다. 1967년 스택스는 "Born Under a Bad Sign"라는 앨범을 발매했는데, 이 앨범은 엄밀히 말하면 스튜디오 앨범이 아니라 스택스에서 녹음된 모든 킹의 싱글 앨범의 컬렉션이었다.

## 악기

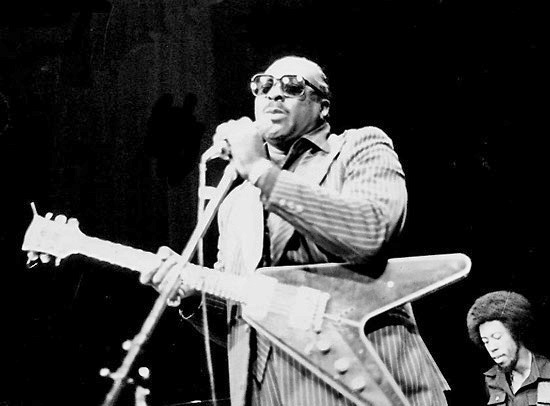
1981년 시카고의 킹

킹의 첫번째 악기는 디들리 보였다. 다음으로, 그는 시가 박스 기타를 만들었고, 결국 길드 어쿠스틱 기타를 구입했다. 그가 주로 사용하는 악기는 1958 깁슨 플라잉 V이다. 1974년에 그는 댄 에레윈에 의해 만들어진 플라잉 V를 사용하기 시작했고 1980년 이후 그는 또한 브래들리 프로코포에 의해 지어진 것을 연주했다.

## 음반 목록

### 정규 음반
- The Big Blues (1962)
- Born Under a Bad Sign (1967)
- Years Gone By (1969)
- Jammed Together (1969)
- Blues For Elvis - King Does The King's Things (1970)
- Lovejoy (1971)
- I'll Play The Blues For You (1972)
- I Wanna Get Funky (1974)
- Albert (1976)
- Truckload Of Lovin' (1976)
- King Albert (1977)
- The Pinch (1977)
- New Orleans Heat (1978)
- Crosscut Saw: Albert King In San Francisco (1983)
- I'm In A Phone Booth Baby (1984)

### 라이브 음반
- Live Wire/Blues Power (1968)
- Live (1977)
- Blues at Sunrise (1988)
- Wednesday Night in San Francisco (1990)
- Thursday Night in San Francisco (1990)

### 컴필레이션 음반
- King of the Blues Guitar (1969)
- Wattstax: The Living Word (1972)
- Montreux Festival (1974)
- I'll Play the Blues for You (1977)
- Chronicle (1979)
- Masterworks (1982)
- The Best of Albert King (1986)
- Let's Have a Natural Ball (1989)
- Door to Door (1990)
- Red House (1992)

## DVD와 비디오
- Maintenance Shop Blues (VHS), Yazoo (1995)
- Godfather of the Blues: His Last European Tour (DVD), P-Vine Records (2001)
- Live in Sweden, Image Entertainment (2004)
- In Session... Albert King with Stevie Ray Vaughan, Stax, Concord Music Group (2010)